# ピンチョの丘

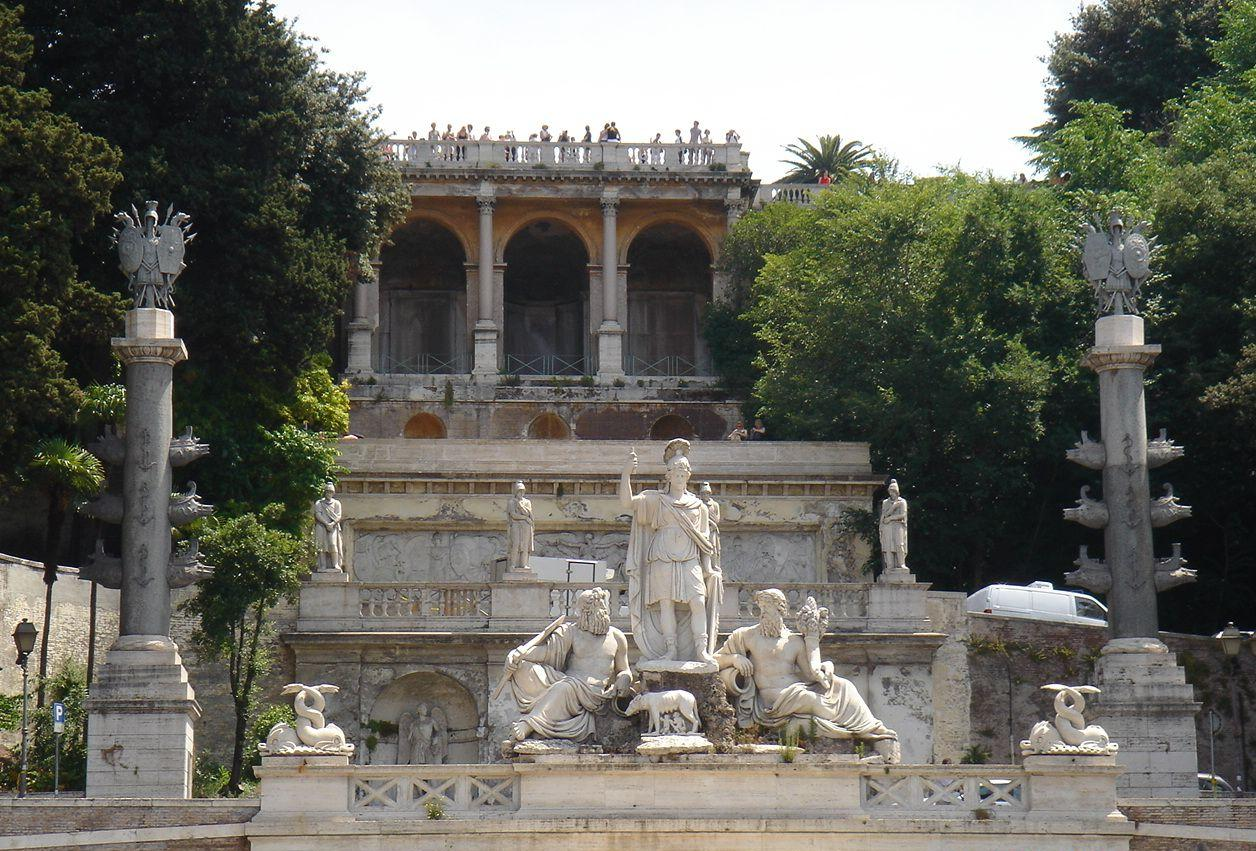
ポポロ広場から東に向かいピンチョの丘へと伸びている階段

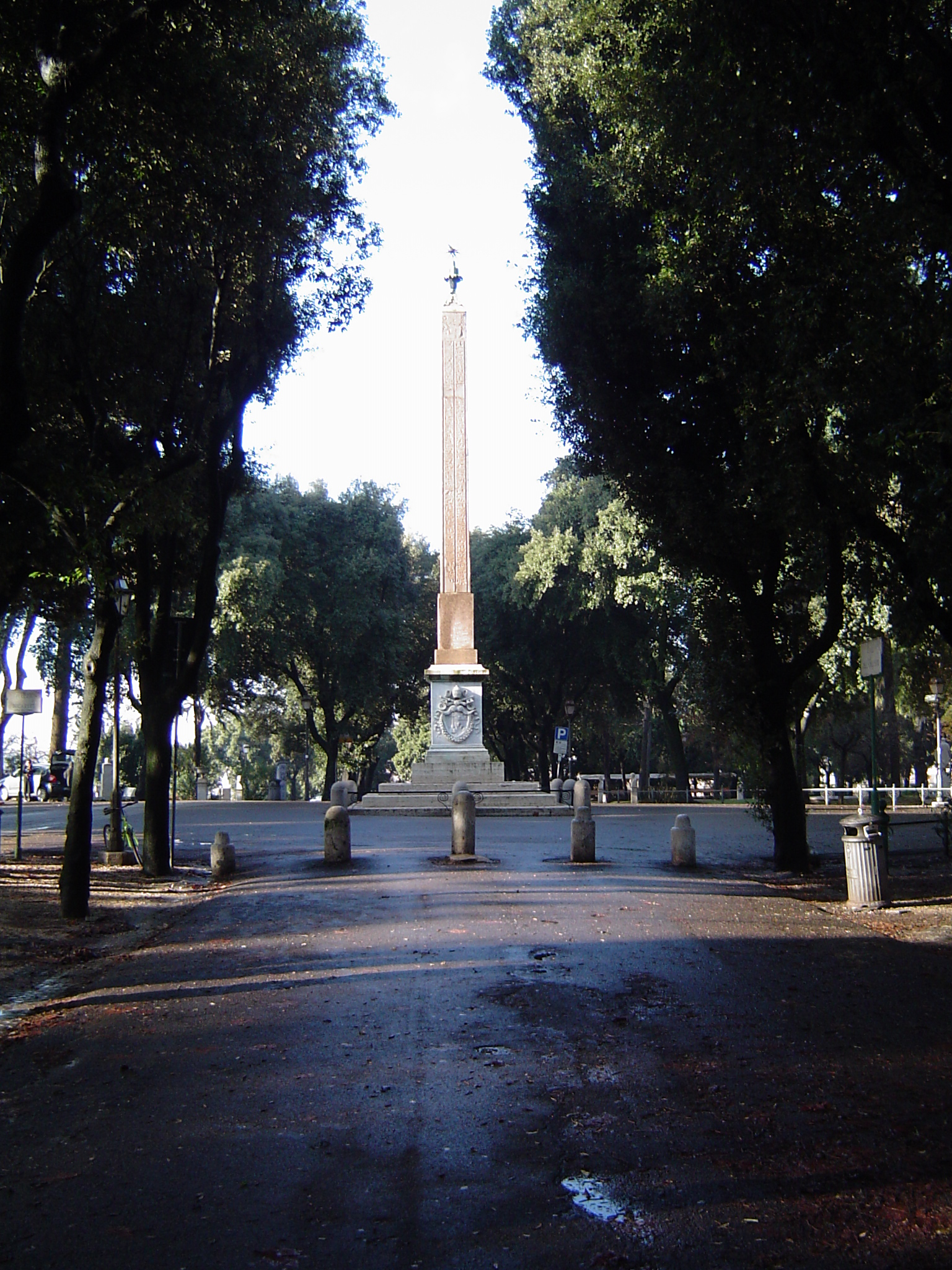
ハドリアヌス帝時代のオベリスク。1822年復元

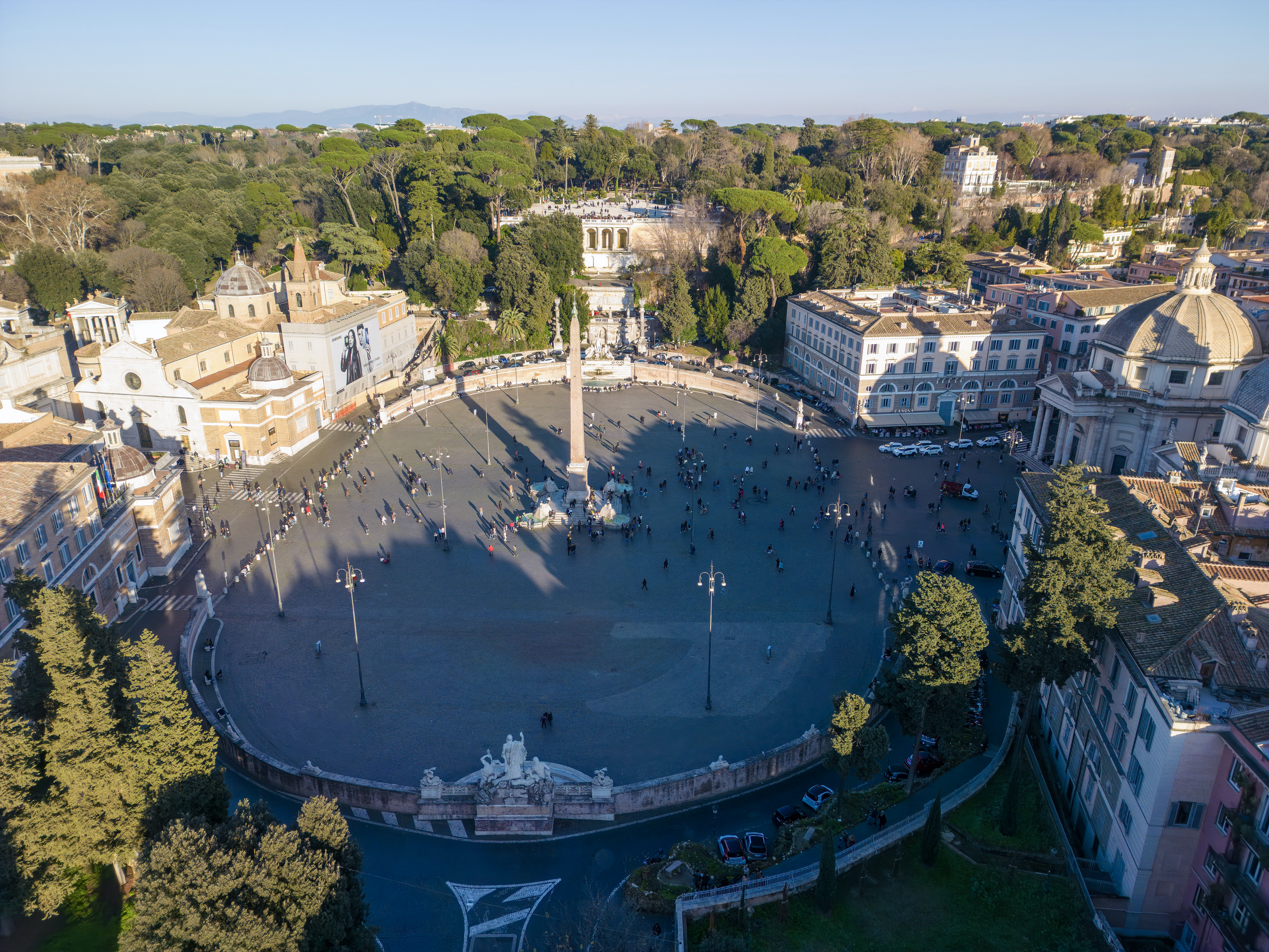
ピンチョの丘から見たポポロ広場

ピンチョの丘（イタリア語: Pincio、ラテン語: Mons Pincius）は、ローマの歴史的中心地の北東に位置する丘。クイリナーレの北に位置し、カンプス・マルティウスを眺望できる。古代のローマの市域の外にあり、ローマの七丘にも含まれないが、ローマ皇帝ルキウス・ドミティウス・アウレリアヌスが270年から273年にかけて建設したアウレリアヌス城壁の内側である。なお、古代ローマ期にはホルトゥロルムの丘（ラテン語: Collis Hortulorum）と呼ばれた。
古代ローマの有力な氏族は、特に共和政ローマ後期にこの丘の南斜面にヴィッラと庭園 (horti ホルティ) を建てており、例えばルクッルス庭園、サッルスティウス庭園などがあった。ピンチョの丘は古代ローマ時代には Collis Hortulorum（コリス・ホルトゥロルム，「庭園の丘」の意）と呼ばれていた。現在の名称は紀元4世紀にこの丘を所有することになった一族 Pincii に由来する。
ピンチョの丘の景色が現在のようになったのは、1809年から1814年にジュゼッペ・ヴァラディエが造園した結果である。在ローマ・フランス・アカデミーは1802年にヴィラ・メディチに移転した。ピンチョの丘では果樹林の中に幅の広い並木道 (viali) が通っていて、深い茂みを通って既存の建築物などを結んでいる。ヴィラ・メディチからオベリスク（写真）までを結ぶ並木道もある。このオベリスクはピンチョの丘に目玉となる景色を提供すべく1822年9月に建てられた。これはエジプトのオベリスクではなくローマのオベリスクで、紀元2世紀初めにハドリアヌス帝が自身の愛したアンティノウスの記念碑としてもともとはマッジョーレ門の外に建てたものである。ポポロ広場を見下ろす位置にある「ナポレオン広場」もヴァラディエが作ったもので（ナポレオン自身はローマを訪れたことはない）、そこから西にローマの中心部が見渡せるようになっている。ヴァラディエはポポロ広場とナポレオン広場を途中に大きな踊り場を挟んだゆったりした階段でつなぎ（写真）、他にもスイッチバック式の馬車用の道を作った。またピンチョの丘の並木道にはジュゼッペ・マッツィーニの希望で 著名なイタリア人の胸像が並べられている。
ボルゲーゼ公園はピンチョの丘と歩道橋でつながっており、その下の谷間をムーロ・トルト通りが走っている。ムーロ・トルト通りはアウレリアヌス城壁に沿って走る道で、ピンチアーナ門に続いている。

## 古代ローマ期の地形図
紀元前31年のローマの地図上に示した、ローマの七丘およびその他の主要地形の名称。都市を囲む黒点線はセルウィウス城壁
初期ローマの七丘
都市ローマ成立前に人が定住したと伝えられる七丘で、オッピウス（オッピオ）、パラティウム（パラティーノの東側）、ウェリア（ヴェーリア）、ファグタル（オッピオの一部）、ケルマルス（パラティーノの西側）、カエリウス（チェリオ）、キスピウスの7つである。
※カッコ内は現代のイタリア語での表記。
ローマの七丘

都市ローマの起源となったローマの七丘は、アウェンティヌス（アヴェンティーノ）、カピトリヌス（カンピドリオ）、カエリウス（チェリオ）、エスクイリヌス（エスクイリーノ）、パラティヌス（パラティーノ）、クイリナリス（クイリナーレ）、ウィミナリス（ヴィミナーレ）の7つである。
※カッコ内は現代のイタリア語での表記。
現代のローマ七丘
アウェンティヌス（アヴェンティーノ）、カピトリヌス（カンピドリオ）、パラティヌス（パラティーノ）、クイリナリス（クイリナーレ）、ホルトゥロルム（ピンチョ）、ヤニクルム（ジャニコロ）、オッピウス（オッピオ）の7つである。
※カッコ内は現代のイタリア語での表記。

## アクセス
- ローマ地下鉄A線 スパーニャ駅またはバルベリーニ駅

## 関連事項
- ローマのオベリスク